# Narciso Yepes
Narciso Yepes, (n. 14 noiembrie 1927, Lorca, Regiunea Murcia, Spania – d. 3 mai 1997, Murcia, Regiunea Murcia, Spania) a fost un interpret de chitară clasică, lăutar și compozitor spaniol.

## Biografie
După împlinirea vârstei de 13 ani a început să studieze la Conservatorul din Valencia, cu vestitul pianist Vicente Asencio.
În 1947 a interpretat Concierto de Aranjuez al maestrului Joaquín Rodrigo, sub bagheta dirijorului Ataúlfo Argenta. În 1952 a reorchestrat pentru ghitară o piesă tradițională, care a fost folosită ca ilustrație muzicală în filmul lui René Clément, Jocuri interzise (Jeux interdits).
În anul 1964 a inventat chitara cu 10 corzi, care permite interpretarea muzicii baroce, scrisă inițial pentru lăută.
În anul 1958 s-a căsătorit cu o tânără poloneză, studentă la filozofie, Marysia Szummakowska, cu care a avut trei copii: Juan de la Cruz (mort într-un accident), Ignacio Yepes (dirijor de orchestră) și Ana Yepes (balerină).
Începând cu anul 1993, Narciso Yepes a redus aparițiile în public, datorită problemelor de sănătate. Ultimul său concert a fost pe 1 martie 1996 la Santander, în Cantabria. De-a lungul carierei sale muzicale, a primit multe premii și distincții.
A murit după numai un an (1997), de cancer limfatic.